# Mollinedia marqueteana
Mollinedia marqueteana är en tvåhjärtbladig växtart som beskrevs av Ariane Luna Peixoto. Mollinedia marqueteana ingår i släktet Mollinedia och familjen Monimiaceae. Inga underarter finns listade i Catalogue of Life.